# Lisa Moorish
Lisa Moorish (* 1972 in Walworth, London, England) ist eine britische Sängerin und Songwriterin.

## Leben
Moorish wurde in Walworth geboren, wuchs aber in Brixton auf. Ihr Vater, Henry Watt, ist Jamaikaner, während ihre Mutter aus Middlesbrough stammt. Sie hat einen Sohn mit Peter Doherty sowie eine Tochter mit Liam Gallagher.

## Karriere
Moorish begann ihre professionelle Karriere 1989 im Alter von 17 Jahren, als sie ihren ersten Plattenvertrag bei Jive Records unterschrieb. Bei diesem Label veröffentlichte sie zwei Singles, nach ausbleibendem Erfolg wurde der Vertrag jedoch wieder aufgelöst. Im Jahr 1991 veröffentlichte sie zwei weitere Singles bei Polydor, die aber ebenfalls keine Chartplatzierung erzielten. Mitte der 1990er Jahre veröffentlichte sie ihr erstes Album I Have Gotta Have It All (1996) und auch eine Zusammenarbeit mit George Michael (I'm Your Man, Platz 24 der UK-Singlecharts).
Im Jahr 1996 sang sie Background bei der Single Oh Yeah der irischen Indie-Band Ash, die den sechsten Platz in den UK-Charts erreichte.
Im frühen 21. Jahrhundert war sie Mitglied in der Indie-Band Kill City. Im Jahr 2004 veröffentlichte diese ihr Debüt-Album White Boys, Brown-Girls auf Alan McGees Label Poptones. Im Jahr 2005 veröffentlichte die Band ein Cover von Fairytale of New York mit Johnny Borrell.
2006 war sie Gastsängerin bei der Single Janie Jones (einem Cover von The Clash) von den Babyshambles. Diese belegte Platz 17 in der UK-Single-Charts.